# Nipton
Nipton (Kalifornia) – obszar niemunicypalny (unincorporated town) w stanie Kalifornia, we wschodniej części hrabstwie San Bernardino. Liczba mieszkańców 30. Osada znajduje się na pustyni Mojave przy granicy z Nevadą, ok. 16 km (10 mil) w linii prostej na południe od Primm.
Nipton zostało założone w 1905 roku przy linii kolejowej, jako osada poszukiwaczy złota.